# IgA-нефропатия
Болезнь Берже (IgA - нефропатия, идиопатическая возвратная макрогематурия, очаговый пролиферативный гломерулонефрит, фокальный гематурический гломерулонефрит, синфарингитная гематурия, IgA-нефрит) - мезангио-пролиферативный гломерулонефрит, характеризующийся очаговой или диффузной пролиферацией мезангиальных клеток и наличием субэндотелиальных и мезангиальных отложений иммунных комплексов. Этот вид гломерулонефрита является самым распространённым в мире: заболеваемость оценивается как 5 случаев на 100 000 населения. В европейской, североамериканской и австралийской популяциях его частота достигает 10–12% всех гломерулонефритов, а в азиатской — до 30%. IgA-нефропатия лидирует по распространённости в Японии, где её частота составляет до 50% всех случаев гломерулонефрита. Соотношение мужчин и женщин среди заболевших расценивается как 2:1, в странах Азии до 6:1.
Впервые IgA-нефропатия была описана в 1968 г. Berger и Hinglais под названием «межкапиллярные отложения IgA-IgG» на основании 55 случаев нефропатии с «идиопатическим отложением IgA в мезангии с наличием HLA Bw35, DR4». Описанные в этом исследовании случаи отличались относительно благоприятным течением с редким развитием артериальной гипертензии и почечной недостаточности. Дальнейшее изучение выделенной Berger и соавт. патологии показало разнородность этой группы нефритов и возможность тяжелого и быстропрогрессирующего течения заболевания.
Дебют заболевания отмечается чаще в молодом возрасте. Принято выделять две основные формы IgA-нефропатии: первичная IgA-нефропатия, или болезнь Берже, и вторичная IgA-нефропатия, которая является следствием других заболеваний. Неясна связь IgA-нефропатии с геморрагическим васкулитом (пурпурой Шенлейна–Геноха), при котором наблюдается сходная морфологическая картина в почках в сочетании с повышением в сыворотке IgA, в связи с чем некоторыми авторами допускается, что IgA-нефропатии является моноорганной формой геморрагического васкулита.

## Этиология
Наряду с идиопатическими формами распространены IgA-нефропатии в рамках заболеваний желудочно-кишечного тракта (в первую очередь целиакии, а также воспалительных болезней кишечника, болезней печени), системных заболеваний (системной красной волчанки (СКВ), ревматоидного артрита, болезни Бехтерева), псориаза, саркоидоза и пр. Как возможные этиологические факторы обсуждаются инфекционные (вирусы гепатита B, герпес-вирусы, E. coli, грибы, палочка Коха и др.), пищевые (глютен, альфа-лактальбумин, бета-лактальбумин, казеин и др.) и эндогенные антигены (при опухолях лимфоидной ткани — лимфогранулематозе, лимфоме). Существуют также свидетельства генетической предрасположенности к развитию болезни Берже. Показана ассоциация IgA-нефропатии с аутосомно-доминантными мутациями 6q22-23 хромосомы, описана связь между IgA-нефритом и HLA BW35 и HLA-DR-4 антигеном. Выявлена связь прогрессирования IgA-нефропатии с полиморфизмом гена ангиотензинпревращающего фермента (АПФ).

## Патогенез
Известно, что при IgA-нефропатии происходит увеличение концентрации иммунных комплексов, содержащих IgA, как в результате повышения продукции антител, так и в результате нарушения их клиренса. Основная гипотеза патогенеза, распространённая в настоящее время, предполагает аномальное гликозилирование и полимеризацию IgA с отложением иммунных комплексов, содержащих аномальный IgA в клубочках, с активацией лейкоцитов и каскада воспаления. В норме в сыворотке человека циркулирует преимущественно мономерный IgA, полимерные же формы, секретируемые слизистыми оболочками, практически не попадают в циркуляцию. Эта гипотеза подтверждается рядом исследований. В 2003 г. Haddad E. и соавт. показали снижение синтеза мономерного IgA в слизистых и увеличение продукции полимерного IgA в костном мозге при IgA-нефропатии. На основании исследования Kar Neng Lai и соавт. предположено, что дефектный по галактозе и сиаловым кислотам IgA сыворотки, вероятно, продуцируется лимфоидными клетками слизистых, однако механизм переноса его в кровь остается неизвестным.
В результате изменения структуры молекулы IgA происходит нарушение его клиренса клетками печени — на клетках печени экспрессируется асиалогликопротеиновый рецептор — ASGPR, распознающий конечные остатки галактозы и катаболизирующий IgA. Кроме того, страдает процесс образования комплекса антиген–антитело, в том числе и за счет взаимодействия с Fc-рецептором. Дегликозилированный IgA полимеризуется и приобретает сродство к внеклеточным белкам — фибронектину, ламинину, коллагену IV типа. В результате изменения С3-связывающего сайта на молекуле IgAl нарушается процесс активации системы комплемента. Недостаточно гликозилированный IgA начинает выступать как антиген — увеличивается продукция IgA и IgG против недостаточно гликозилированного IgA. Кроме того, было показано, что недостаточно галактозилированный IgA больных IgA-нефропатией значительно увеличивает апоптоз и синтез N0 мезангиальными клетками в сравнении с IgA здоровых. Связывание иммунных комплексов мезангиальными клетками почечного клубочка с образованием депозитов IgA приводит к активации системы комплемента, запускает синтез различных цитокинов и факторов роста клетками почек и циркулирующими клетками, что приводит к характерным гистопатологическим признакам.

## Патоморфология
В мезангии определяются диффузные, иногда неправильно распределённые отложения IgA. Возможно наличие IgM или IgG. Часто встречают очаговый и сегментарный гломерулонефрит с пролиферацией мезангия. Иногда набухание мезангия может быть единственной находкой.

## Диагноз и дифференциальный диагноз
Диагноз ставится на основании клинических проявлений и результатов лабораторной диагностики (прежде всего — наличие макро- или микрогематурии). У существенной части больных повышено содержание IgA в сыворотке крови с преобладанием его полимерных форм. По мнению большинства исследователей, степень его повышения не отражает степени активности нефропатии и не влияет на прогноз. Однако в отсутствии данных биопсии при латентном течении заболевания диагностическим критерием IgA-нефропатии считают повышение уровня IgА в сыворотке крови выше 3,15 г/л. Наблюдаются также высокие титры IgA, содержащих иммунные комплексы. Уровень комплемента обычно в норме.
Основным методом диагностики является биопсия почки с морфологическим исследованием биоптата. При световой микроскопии препарата обнаруживается увеличение количества клеток в мезангиуме и увеличение количества мезангиального внеклеточного матрикса. При иммуногистохимическом исследовании обнаруживается накопление IgA в мезангиуме в виде сливающихся между собой отдельных гранул, часто в сочетании с C3 и IgG.
Дифференциальный диагноз проводят в первую очередь с урологической патологией, сопровождающейся гематурией: мочекаменной болезнью, опухолями почек и мочевыводящих путей, туберкулезом органов мочевыводящей системы и др. Цистоскопия для данной категории пациентов по-прежнему остается «золотым стандартом» диагностики, хотя её диагностическая ценность у молодых пациентов (до 40 лет) невысока, так как риск возникновения рака мочевого пузыря в данной возрастной группе незначителен. Современные методы лучевой диагностики — ультразвуковое сканирование, рентгеновская или магнитно-резонансная компьютерная томография позволяют хорошо визуализировать не только верхние мочевые пути, но и мочевой пузырь и обладают несомненными преимуществами перед цистоскопией с точки зрения переносимости и риска повреждения нижних мочевых путей. Однако они не позволяют полностью исключить опухоль мочевого пузыря и у больных с высоким риском её развития должны быть дополнены цистоскопией.
Наличие ПУ (более 0,3 г/л), наряду с появлением в осадке эритроцитарных цилиндров, свидетельствует в пользу гломерулярных, тубулярных или непочечных заболеваний. Отличить IgA-нефропатию от других нефропатий (болезнь тонких базальных мембран, синдром Альпорта и пр.), протекающих со сходными проявлениями, иногда возможно лишь морфологически. Так, при болезни тонких базальных мембран, наследуемой по аутосомно-доминантному типу, при отсутствии IgA-депозитов в почечной ткани, отмечается существенное истончение базальной мембраны клубочка, измеряемой при электронной микроскопии. В пользу наследственного, сцепленного с Х-хромосомой синдромом Альпорта может свидетельствовать нейросенсорная тугоухость, деформация хрусталика, лейомиоматоз.
Известно около 30 заболеваний, сопряжённых с отложением IgA в почках: пурпура Шенлейна–Геноха; целиакия, в т. ч. субклинические формы; неспецифический язвенный колит; болезнь Крона; герпетиформный дерматит; псориаз; кистозный фиброз; саркоидоз; рак легкого; опухоли кишечника; моноклональная IgA-гаммапатия;
неходжкинские лимфомы; рак поджелудочной железы; ВИЧ-инфекция; инфекции, вызываемые Mycoplasma; токсоплазмоз; цирроз печени; хронический гепатит;
гепатит B; гемосидероз лёгких; криоглобулинемия; полицитемия; СКВ; синдром Шегрена;
ревматоидный артрит; склеродермия; множественная миелома; болезнь Бехчета;
анкилозирующий спондилит (болезнь Бехтерева).

## Клиническая картина
Клинические проявления болезни Берже примерно у 50% больных заключаются в синфарингитной макрогематурии, т. е. макрогематурии (часто видимой невооружённым глазом), возникающей через 1–3 дня после острой респираторной или кишечной инфекции, переохлаждения. Известно, что УФ-облучение усиливает гематурию, возможно также появление её после вакцинаций, тяжелой физической нагрузки. Некоторые пациенты отмечают при этом тупые боли и дискомфорт в поясничной области. Возможно стойкое или транзиторное повышение артериального давления (АД). Преходящая острая почечная недостаточность (ОПН) наблюдается редко и, вероятно, вызывается обструкцией канальцев эритроцитарными цилиндрами. Чаще всего со временем функция почек полностью восстанавливается.
При латентном течении IgA-нефропатии, которое встречается гораздо чаще, наблюдается микрогематурия (т. е. эритроцитурия более 3–4 эритроцитов в поле зрения), часто сопровождаемая небольшой (менее 0,5 грамма в сутки) протеинурией (ПУ). У части больных отмечаются артралгии, миалгии, синдром Рейно, полинейропатии, гиперурикемия.
При развитии нефротического синдрома (ПУ выше 3 г/сут, гипоальбуминурия, гиперлипидемия) отмечаются нарастающие гипоонкотические отёки, иногда вплоть до развития асцита и анасарки, гиповолемия. В таких ситуациях на первый план выходит профилактика осложнений — нефротического (кининового) криза с болями в животе и рожеподобной кожной эритемой, гиповолемического шока, тромбозов, тяжёлых инфекций, недостаточности кровообращения.

## Лечение
Лечение зависит от причины заболевания. На протяжении ряда лет рекомендовали лишь симптоматическую терапию. Вариабельность клинических и патофизиологических проявлений заболевания до сих пор не позволяет найти общепринятый подход к лечению. Так как острые респираторные или желудочно-кишечные инфекции провоцируют возникновение или усугубление гематурии, считают целесообразным проведение курса антибактериальной терапии, желательно с учётом чувствительности вероятного патогенного микроорганизма.
Необходимость полного контроля артериальной гипертензии, предпочтительно с использованием ингибиторов АПФ (иАПФ) или антагонистов рецепторов к ангиотензину II (БРА) на сегодня не вызывает сомнений. Необходимо поддерживать уровень АД ниже 130/80 мм рт. ст. Помимо контроля артериальной гипертензии иАПФ и блокаторы рецепторов ангиотензина II (БРА) оказывают также антипротеинурическое и антифибротическое действие. Для усиления гипотензивного и антипротеинурического действия возможна сочетанная терапия иАПФ и БРА.
При изолированной или синфарингитной гематурии в сочетании с небольшой ПУ и стабильной функцией почек иммуносупрессивная терапия не показана. С нефропротективной целью могут применяться иАПФ, БРА и дипиридамол. Дипиридамол был предложен для лечения нефрологических больных с учётом его антиагрегантного, антитромбоцитарного действия. В дальнейшем была показана способность дипиридамола умеренно снижать ПУ и гематурию, а также тормозить ухудшение функции почек. В последние годы объектом изучения стали новые нефропротективные свойства дипиридамола, в том числе его антиоксидантное действие.
При более выраженном прогрессировании, ПУ более 1 г/сут, АГ, нормальной или умеренно сниженной функции почек наряду с этим могут быть назначены глюкокортикостероиды (ГКС): преднизолон по альтернирующей схеме на 3 месяца с последующей оценкой активности и постепенным снижением дозы при эффективности. Однако влияние иммунодепрессантов на течение медленно прогрессирующих форм заболевания не доказано. В идеале, ГКС должны назначаться при доказанном сочетании клинических и гистологических признаков активного воспаления (например, выраженная гематурия в сочетании с пролиферативными и некротизирующими изменениями в клубочках почек).
Только при высоком риске прогрессирования (ПУ выше 1–3,5 г/сут) назначение ГКС в альтернирующем режиме вызывало снижение ПУ и стабилизацию функции почек. Доказана эффективность цитостатической терапии для лечения этих типов болезни Берже. Пульс-терапия циклофосфамидом сверхвысокими дозами показала значимо меньшую токсичность, чем приём внутрь при одинаковой эффективности обеих схем в отношении активности заболевания.
При ПУ более 3,5 г/сут или развёрнутом нефротическом синдроме необходима активная терапия преднизолоном в сочетании с цитостатиками, в т. ч. в сверхвысоких дозах — проводится пульс-терапия 1 раз в 3 недели в сочетании с преднизолоном  с динамическим контролем за эффективностью лечения.
Циклоспорин может использоваться при неэффективности предыдущего. Его использование в большинстве случаев позволяет снижать ПУ, сывороточную концентрацию IgA и эффективно в достижении ремиссии при резистентном к ГКС или зависимом от них гломерулонефрите с нефротическим синдромом.
Микофенолата мофетил не нашёл пока широкого применения при лечении пациентов с болезнью Берже, поэтому на сегодняшний день ещё не накоплено достаточного количества данных для суждения о его эффективности при индукционной и монотерапии, а также при лечении пациентов со значительным снижением функции почек. Однако при невозможности продолжения лечения ГКС и/или ЦФА этот препарат при применении его в течение 1–2 лет в стартовой дозе продемонстрировал хорошую переносимость с выраженным антипротеинурическим действием и стабилизацией функционального состояния почек.
Эффективность рыбьего жира до сих пор не доказана, хотя многие именитые клиники (Mayo Сlinic и др.) включают высокие дозы полиненасыщенных жирных кислот в курсы лечения своих пациентов на длительный период. Доказано, что омега-3 жирные кислоты не могут уменьшить ПУ, однако пока не определено, способны ли они замедлить прогрессирование болезни Берже.
Для снижения повышенного у больных хроническими заболеваниями почек сердечно-сосудистого риска, а также с нефропротективной целью широко применяются статины. Их воздействие на прогрессирование почечного процесса осуществляется не только за счет гиполипидемического действия с уменьшением инфильтрации интерстиция почки модифицированными липидами и торможения склеротических процессов, но и за счет множественных плейотропных эффектов (антиагрегантное, противовоспалительное, цитостатическое, антипротеинурическое и др.).
Диетические рекомендации разрабатываются индивидуально с учётом особенностей течения нефропатии у конкретного человека. Универсальными являются рекомендации строгого ограничения потребления соли (до 3–5 г/сут) и экстрактивных веществ. При снижении фильтрационной функции (скорость клубочковой фильтрации (СКФ) менее 60 мл/мин/1,73 м²) показано умеренное ограничение белка — до 0,8–0,6 г/кг в. т./сут, при нефротическом синдроме потребление белка должно составлять 1 г/кг в. т./сут. Больным с ожирением, снижением толерантности к углеводам, гиперлипидемией необходимо ограничивать легкодоступные углеводы и животные жиры. Не обсуждается отказ от курения. Физическая активность предполагает ограничение занятий травмоопасными видами спорта, а в остальном при отсутствии неконтролируемой гипертонии, нефротического синдрома или быстропрогрессирующего снижения фильтрационной функции не ограничена.
Об эффективности проводимой терапии свидетельствуют: стабилизация и нормализация азотовыделительной функции почек; нормализация АД; снижение ПУ и гематурии вплоть до нормализации анализов мочи; при высокой ПУ — снижение её уровня менее 0,5–1 г/сут; при нефротическом синдроме — достижение ремиссии.
Даже по достижении ремиссии заболевания больные должны находиться под наблюдением нефролога и терапевта с контролем основных показателей не реже 2–4 раз в год и при возникновении интеркуррентных заболеваний.
Другие препараты: спарсентан, атразентан.

## Прогноз
Прогноз идиопатической IgA-нефропатии относительно благоприятный. Почечная недостаточность, которая развивается у 15–30% больных в течение 15 лет, прогрессирует медленно. 20-летняя выживаемость - около 50%.
Факторами, ухудшающими прогноз, являются: мужской пол; выраженная ПУ (более 1 г/сут); почечная недостаточность (креатинин сыворотки выше 150 мкмоль/л); выраженность гематурии (более 50–100 в п/зр); артериальная гипертензия; тяжесть морфологических изменений в биоптате (гломерулосклероз, наличие полулуний, синехий, иммунных депозитов в капиллярных петлях, выраженность пролиферации, изменений в тубулоинтерстиции: атрофии канальцев, интерстициального фиброза и пр.); метаболические нарушения (гиперурикемия, гиперлипидемия); возраст; наследственность (носительство DD полиморфного маркера I/D гена АПФ). Старший возраст на момент дебюта заболевания ассоциирован с более выраженными склеротическими и тубулоинтерстициальными изменениями. Описаны также ухудшающие прогноз факторы при семейных случаях болезни Берже (аутосомно-доминантные мутации 6q22-23, полиморфизм генов бета2-гликопротеина 1, ICAM-1, развитие нефропатии в одном поколении). В 20–50% случаев она может рецидивировать после трансплантации почки. При этом отмечается лучшая выживаемость трансплантата, чем при других нефропатиях. При болезни Берже не рекомендуется пересадка от близких родственников.

## Профилактика
Единого подхода профилактики нет. Его нет даже в отношении целесообразности устранения очагов инфекции (тонзилэктомия, аппендэктомия). Традиционно считается, что тонзилэктомия снижает число эпизодов макрогематурии, а иногда даже уровень ПУ и уровень IgA в сыворотке. Однако многие авторитетные исследователи ставят под сомнение результаты старых работ, утверждающих эффективность тонзилэктомии, поскольку они имеют серьёзные методологические погрешности и не соответствуют современным принципам доказательной медицины. Большинство авторов сходится на мнении, что данные о возможном положительном влиянии тонзилэктомии на прогрессирование болезни Берже требуют всестороннего изучения и проверки на современном уровне.